# Lamyctes diffusus
Lamyctes diffusus är en mångfotingart som beskrevs av Chamberlin e Mulaik 1940. Lamyctes diffusus ingår i släktet Lamyctes och familjen fåögonkrypare. Inga underarter finns listade i Catalogue of Life.